# ボブ・マグラス
ボブ・マグラス（Bob McGrath, 1932年6月13日 - 2022年12月4日）は、アメリカ合衆国イリノイ州生まれの歌手、俳優。1969年から放送されている「セサミストリート」の"ボブ"としても知られている。セサミストリート時代以前には、日本で日本語歌手をしていたほか、ミッチ・ミラー合唱団でテナーのソリストを長年務めていた。

## 最初の人生
マグラスは1932年6月13日にイリノイ州オタワで誕生、このボブ・マグラスという名前はアイルランドの共和主義者ロバート・エメットにちなんでいる。1950年にはマルケット・アカデミーを卒業した。
マグラスは1954年にミシガン大学の音楽部門を卒業。そこに通学している間は、メンズ・グリー・クラブとファイ・ガンマ・デルタの生徒だった。

## 仕事
マグラスはミッチ・ミラーと共に活動し、1959年から1964年まで5シーズンに渡るまで、NBC-TVの歌番組『Sing Along with Mitch』でテナーを務めた。シンガーとしては、ウォルト・ケリーのアルバム「Songs of The Pogo」のボーカルに参加していたことがある。
1960年代後半ぐらいには、冒頭で述べたように日本国内で有名になったことがある（#レコードを参照）。 この秘密を1966年頃に出演したテレビ番組『To Tell the Truth』と1967年頃に出演したテレビ番組『I've Got a Secret』で明かした。マグラスは38年間、カナダサスカチュワン州にあるCTVテレビジョンネットワークで毎年放送されていたテレビ番組『テレミラクル』のレギュラーだったが、2015年には番組を卒業、出演者に感謝を捧げられたが、2018年には特別ゲストとして戻っている。 2006年3月3日には、リンダ・ハーベイストック副知事からサスカチュワン州100周年記念メダル、2013年にはブラッド・ウォール首相からサスカチュワン州功労賞が与えられた。

## 私生活
マグラスは、1958年にアンと結婚。ボブとアンの間には5人の子供と、孫娘が6人、孫が2人いる。この夫婦は現在、ニュージャージー州ティーネックに住んでいる。

## 出演作品
| テレビ作品 | テレビ作品                                                   | テレビ作品                   | テレビ作品                                                      | テレビ作品                       |
| 出演年     | 番組名                                                       | 役                           | 吹替声優                                                        | 説明                             |
| ---------- | ------------------------------------------------------------ | ---------------------------- | --------------------------------------------------------------- | -------------------------------- |
| 1959–1964  | Sing Along with Mitch                                        | シンガー                     | N/A                                                             |                                  |
| 1966       | To Tell the Truth                                            | 本人役                       | N/A                                                             | 1度だけ登場                      |
| 1967       | I've Got a Secret                                            | 本人役                       | N/A                                                             | 1度だけ登場                      |
| 1969–現在  | セサミストリート                                             | ボブ・ジョンソン             | NHK教育版 古川登志夫（スペシャル版） 田原アルノ（レギュラー版） | レギュラー                       |
| 1978       | セサミストリートのクリスマス                                 | ボブ・ジョンソン             | N/A                                                             | テレビスペシャル                 |
| 1985       | セサミストリート ザ・ムービー: おうちに帰ろう、ビッグバード! | ボブ・ジョンソン             | N/A                                                             |                                  |
| 1999       | エルモと毛布の大冒険                                         | ボブ・ジョンソン             | 田原アルノ                                                      |                                  |
| 2007       | 3時10分、決断のとき                                          | ラジオ番組に出ているシンガー | N/A                                                             |                                  |
| 2013       | Little Children, Big Challenges                              | ボブ・ジョンソン             | N/A                                                             | 登場エピソード『"Incarceration』 |
| 2014       | I Am Big Bird: The Caroll Spinney Story                      | 本人役                       | N/A                                                             | ドキュメンタリー映画             |
| 2019       | セサミストリート 50回目の誕生日                              | ボブ・ジョンソン             | N/A                                                             | 50周年スペシャル                 |

## 音楽作品

### レコード
主に日本で発売された曲のみ
| アルバム名                                                        | レーベル                   | 発売年 | 規格品番     |
| ----------------------------------------------------------------- | -------------------------- | ------ | ------------ |
| 君住む街で / モア                                                 | CBSレコード                | 1965   | 45S-88C      |
| ボブ・マグラス ベスト・フォア                                     | CBSレコード                | 1965   | LSS-337-C    |
| ミッチ・ミラー合唱団 - 日本のミッチ・ミラー2                      | CBSレコード                | 1965   | YS-499-C     |
| 11P.M.のボブ・マグラス                                            | CBSレコード                | 1966   | LSS-496-JC   |
| My Name is Bob (マイ・ネーム・イズ・ボブ)                         | CBSレコード                | 1966   | YS-613-C     |
| ふたりだけの二人 / 口笛だけが                                     | CBSレコード                | 1966   | LL-929-JC    |
| エーデルワイス / イエスタデイ                                     | CBSレコード                | 1966   | 45S-223-JC   |
| フジサン / 支那の夜                                               | CBSレコード                | 1966   | 45S-203-JC   |
| Home Sweet Home (ホーム・スイート・ホーム)                        | CBSレコード                | 1966   | YS-593-C     |
| 埴生の宿                                                          | CBSレコード                | 1966   | LSS-445-C    |
| 風のゆれてる丘で                                                  | CBSレコード                | 1966   | LL-10016-JC  |
| サンダーボール / 風よつたえて                                     | CBSレコード                | 1966   | LL-865-C     |
| ボブ・マグラスのクリスマス                                        | CBSレコード                | 1966   | YSS-10002-JC |
| ホワイトクリスマス / ジングルベル                                 | CBSレコード                | 1966   | LL-10011-JC  |
| Stephen Foster Song Book (ステファン・フォスター・ソング・ブック) | CBSレコード                | 1966   | YS-10001-JC  |
| 禁じられた遊び                                                    | CBSレコード                | 1967   | YSS-10008-JC |
| 愛のバルコニー                                                    | CBSレコード                | 1968   | LL-10036-JC  |
| ボブ・マグラス スペシャル                                         | CBSレコード ソニーレコード | 1968   | SONX 60038-J |
| 恋はみばいろ / スカボロー・フェア                                 | CBSレコード ソニーレコード | 1968   | SONG 80019   |
| 恋のさすらい / 愛の言葉                                           | CBSレコード ソニーレコード | 1968   | SONG-80038-J |

アメリカではセサミストリートのうたも歌った事もあり、テレビ放送ではパイロットエピソード(日本未放送)で放送され、レコード・CDにもなった。